# 大卡里汶島

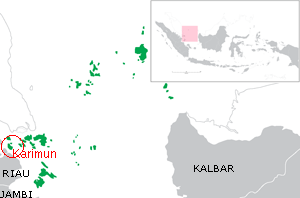

卡里汶島，又譯吉里汶島，是印度尼西亞廖內群島省一個島嶼，也是廖內群島的一部分，位於巴淡島54公里，距離朗桑島24公里，1997年人口155,000。

## 外部連結
- Official site（页面存档备份，存于）
- News&Information site

1°3′N 103°22′E / 1.050°N 103.367°E